# Microsoft Space Simulator
Microsoft Space Simulator ist eine Weltraum-Flugsimulation von 1994 für MS-DOS und PC-98. Es wurde ebenso wie der Microsoft Flight Simulator von Bruce Artwick entwickelt und von Microsoft Home vertrieben.
Mit unterschiedlichen Raumschiffen kann der Weltraum erforscht werden und es können z. B. Raumstationen angeflogen oder spezielle Missionen durchgeführt werden. Dabei wurde versucht, ein hohes Maß an Realismus zu erreichen (z. B. das Fehlen von Reibung im luftleeren Raum). Bei Bedarf gibt es Unterstützung durch Autopilot und Bordcomputer.
Der Space Simulator unterstützt für damalige Verhältnisse hohe Bildschirmauflösungen von bis zu 800×600 (SVGA).